# Luthenay-Uxeloup
Luthenay-Uxeloup is een gemeente in het Franse departement Nièvre (regio Bourgogne-Franche-Comté) en telt 600 inwoners (2009). De plaats maakt deel uit van het arrondissement Nevers.

## Geografie
De oppervlakte van Luthenay-Uxeloup bedraagt 37,4 km², de bevolkingsdichtheid is 15,9 inwoners per km².
De onderstaande kaart toont de ligging van Luthenay-Uxeloup met de belangrijkste infrastructuur en aangrenzende gemeenten.

## Demografie
Onderstaande figuur toont het verloop van het inwonertal (bron: INSEE-tellingen).